# Companhia do Caminho de Ferro do Porto à Póvoa e Famalicão
La Companhia do Caminho de Ferro do Porto à Póvoa e Famalicão, originalmente conocida como Companhia do Caminho de Ferro do Porto à Póvoa, e igualmente conocida como Companhia da Póvoa, fue una empresa portuguesa, que construyó y explotó el tramo entre las Estaciones de Porto-Boavista y Famalicão de la Línea de Porto a Póvoa y Famalicão, en Portugal; se fusionó con la Companhia do Caminho de Ferro de Guimarães, creando la Companhia dos Caminhos de Ferro do Norte de Portugal, el 14 de enero de 1927.

## Historia

### Antecedentes, formación y construcción de la Línea de Porto a Póvoa y Famalicão
El 19 de junio de 1873, fue otorgada, al Barón de Kessler y a Temple Ellicot, la construcción y explotación de un ferrocarril entre las ciudades de Oporto y de Póvoa de Varzim; un despacho del 30 de diciembre de 1873 autorizó que se procediese al traspaso de esta concesión a la Companhia do Caminho de Ferro de Porto a Póvoa, que fue creada expresamente para este fin, proceso que fue validado por una ordenanza del 9 de abril de 1874. La línea, entre Boavista, en la ciudad de Oporto, y Póvoa de Varzim, fue inaugurada el 1 de octubre de 1875.
El 19 de diciembre de 1876, la Compañía fue autorizada a prolongar la Línea hasta Famalicão, donde se iba a encontrar con la Línea del Miño; el tramo hasta Famalicão entró en servicio el 12 de junio de 1881, siendo la denominación de la empresa modificada, de acuerdo con el nuevo trazado.

### Formación de la Companhia dos caminhos de Ferro do Norte de Portugal
Desde el inicio del siglo XX esta empresa se quería unir con la Companhia do Caminho de Ferro de Guimarães, debido, principalmente, a la proximidad de las operaciones, una vez que esta explotaba la Línea de Guimarães, que también era parte de la red ferroviaria secundaria del Miño; la unión estuvo a punto de producirse en 1908, pero sin éxito. Una ley, con fecha del 20 de junio de 1912, firmó las condiciones necesarias para realizar la fusión entre estas dos Compañías, más otra, que había recibido la concesión para construir las Líneas del Alto Miño, de Braga a Guimarães, y de Viana a Ponte da Barca. No obstante, este proceso fue atrasado por varios problemas, especialmente el inicio de la Primera Guerra Mundial, teniendo lugar la fusión entre esta empresa y la Companhia do Caminho de Ferro de Guimarães con la publicación de los nuevos estatutos, el 14 de enero de 1927, formando la Companhia dos caminhos de ferro do Norte de Portugal.